# Joan Derk van der Capellen tot den Pol
Joan Derk, Baron van der Capellen tot den Pol (ur. 2 listopada 1741 w Tiel, zm. 6 czerwca 1784 w Zwolle) – polityk holenderski, należał do tzw. grupy patriotów postulujących reformę ustroju Republiki Zjednoczonych Prowincji. Demokratyczny teoretyk polityczny.
Od 1772 zasiadał w stanach prowincjonalnych prowincji Overijssel. Zwolennik rewolucji amerykańskiej. Dzięki m.in. jego wpływom, Holandia zaakceptowała niepodległość USA.
Van der Capellen był zdania, ze władcy są odpowiedzialni przed ludem i że są jedynie depozytariuszami władzy, tak jak dyrektorzy firm i kompanii (dawał przykład VOC) są odpowiedzialni przed udziałowcami.
We wrześniu 1781 w Ostendzie wydał słynną odezwę „Do ludu holenderskiego” (Aan het Volk van Nederland).